# Sidney (Maine)
Sidney és una població dels Estats Units a l'estat de Maine (EUA). Segons el cens del 2000 tenia 3.514 habitants.

## Demografia
Segons el cens del 2000, Sidney tenia 3.514 habitants, 1.314 habitatges, i 989 famílies. La densitat de població era de 32,1 habitants/km².
Dels 1.314 habitatges en un 38,7% hi vivien nens de menys de 18 anys, en un 64,8% hi vivien parelles casades, en un 7,2% dones solteres, i en un 24,7% no eren unitats familiars. En el 17,9% dels habitatges hi vivien persones soles el 5% de les quals corresponia a persones de 65 anys o més que vivien soles. El nombre mitjà de persones vivint en cada habitatge era de 2,66 i el nombre mitjà de persones que vivien en cada família era de 3,02.
Per edats la població es repartia de la següent manera: un 27% tenia menys de 18 anys, un 6,5% entre 18 i 24, un 32,4% entre 25 i 44, un 25,1% de 45 a 60 i un 8,9% 65 anys o més.
L'edat mediana era de 36 anys. Per cada 100 dones de 18 o més anys hi havia 98,5 homes.
La renda mediana per habitatge era de 42.500 $ i la renda mediana per família de 47.281 $. Els homes tenien una renda mediana de 31.788 $ mentre que les dones 22.861 $. La renda per capita de la població era de 18.530 $. Entorn del 4,6% de les famílies i el 7,4% de la població estaven per davall del llindar de pobresa.